# Digni ruku
A Digni ruku (magyarul: Emeld fel a kezed) a Galija együttes 1986-ban megjelent nagylemeze, melyet az RTB adott ki. Katalógusszáma: 2122502.

## Az album dalai

### A oldal
1. Digni ruku (3:28)
2. Na tvojoj strani kreveta (4:34)
3. Hodnici sećanja (3:40)
4. Bubanj i bas (4:02)
5. Ja i moj auto	(3:35)

### B oldal
1. Winter's Coming (4:16)
2. Trudim se (da zaboravim) (3:30)
3. Šok (3:51)
4. Svaki dan sa njom (3:48)
5. Možda spava (4:41)

## Közreműködők
- Nenad Milosavljević – ének
- Predrag Milosavljević – ének
- Jean Jacques Roscam – gitár
- Branislav Radulović – gitár
- Zoran Radosavljević – basszusgitár
- Boban Pavlović – dob

### Vendégzenészek
- Goran Grbić – trombita
- Nenad Petrović – szaxofon
- Nenad Stefanović – basszusgitár
- Saša Lokner – billentyűs hangszerek
- Bobana Stojković – háttérvokál